# 刘汝国
刘汝国（？—1589年），一名少溪，明朝后期湖广、南直隶民变首领，南直隶宿松（今安徽宿松）人。出身工匠，做过武术教头。万历十四年（1586年）刘汝国参加在湖广蕲州（今湖北蕲春）、黄梅一带的梅堂起义军。万历十六年（1588年），梅堂被明军俘杀，刘汝国成为首领，率众至南直隶、湖广交界的黄州（今黄冈）、宿松、太湖地区，自称顺天安民王。学习《水浒》，声称替天行道，自己是替天大元帅。万历十七年（1589年），刘汝国被太湖县乡勇俘获，押解至在安庆被杀。   